# Hällgrimmia
Hällgrimmia (Grimmia ovalis) är en bladmossart som beskrevs av Lindberg 1871. Hällgrimmia ingår i släktet grimmior, och familjen Grimmiaceae. Arten är reproducerande i Sverige. Inga underarter finns listade i Catalogue of Life.

## Bildgalleri

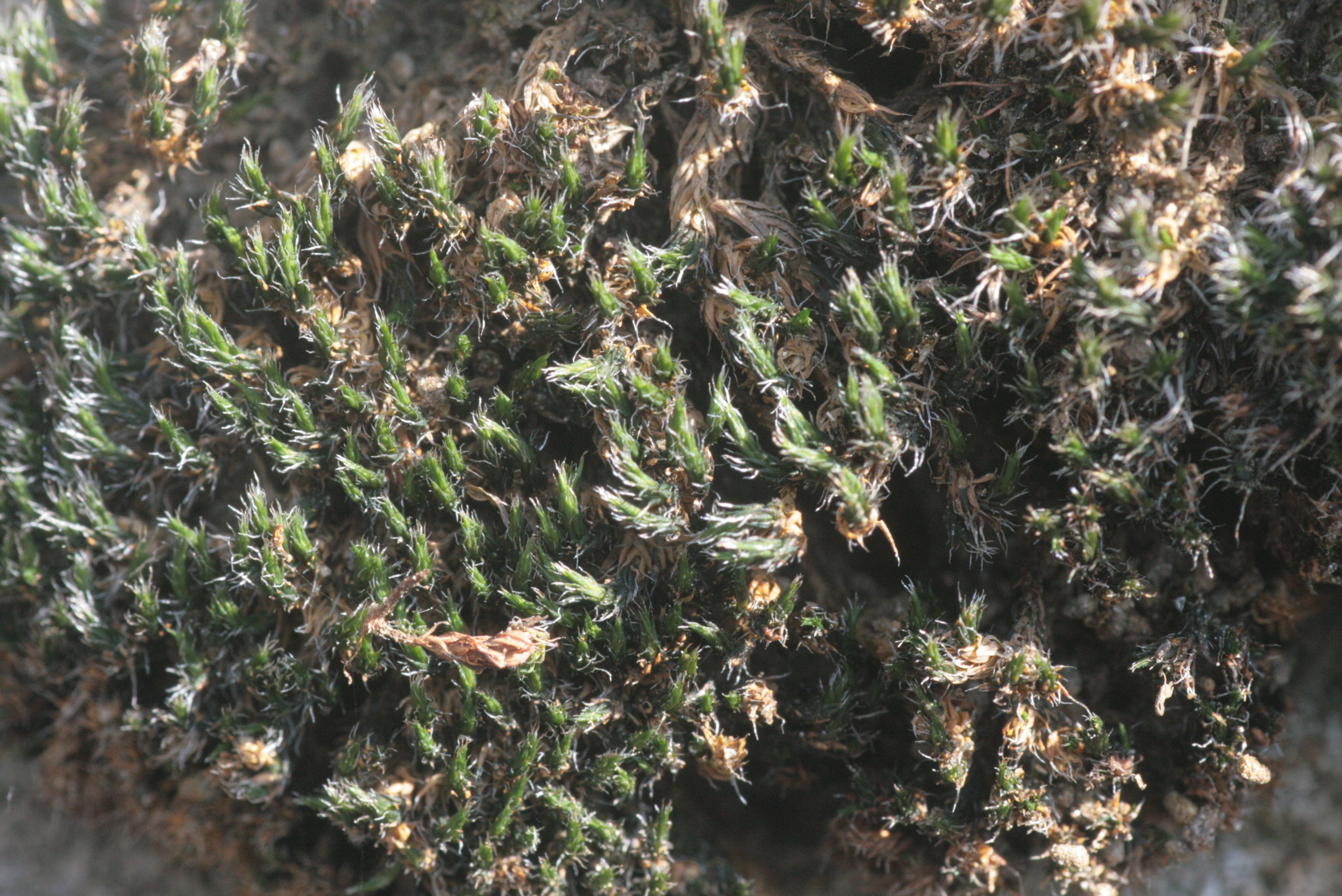
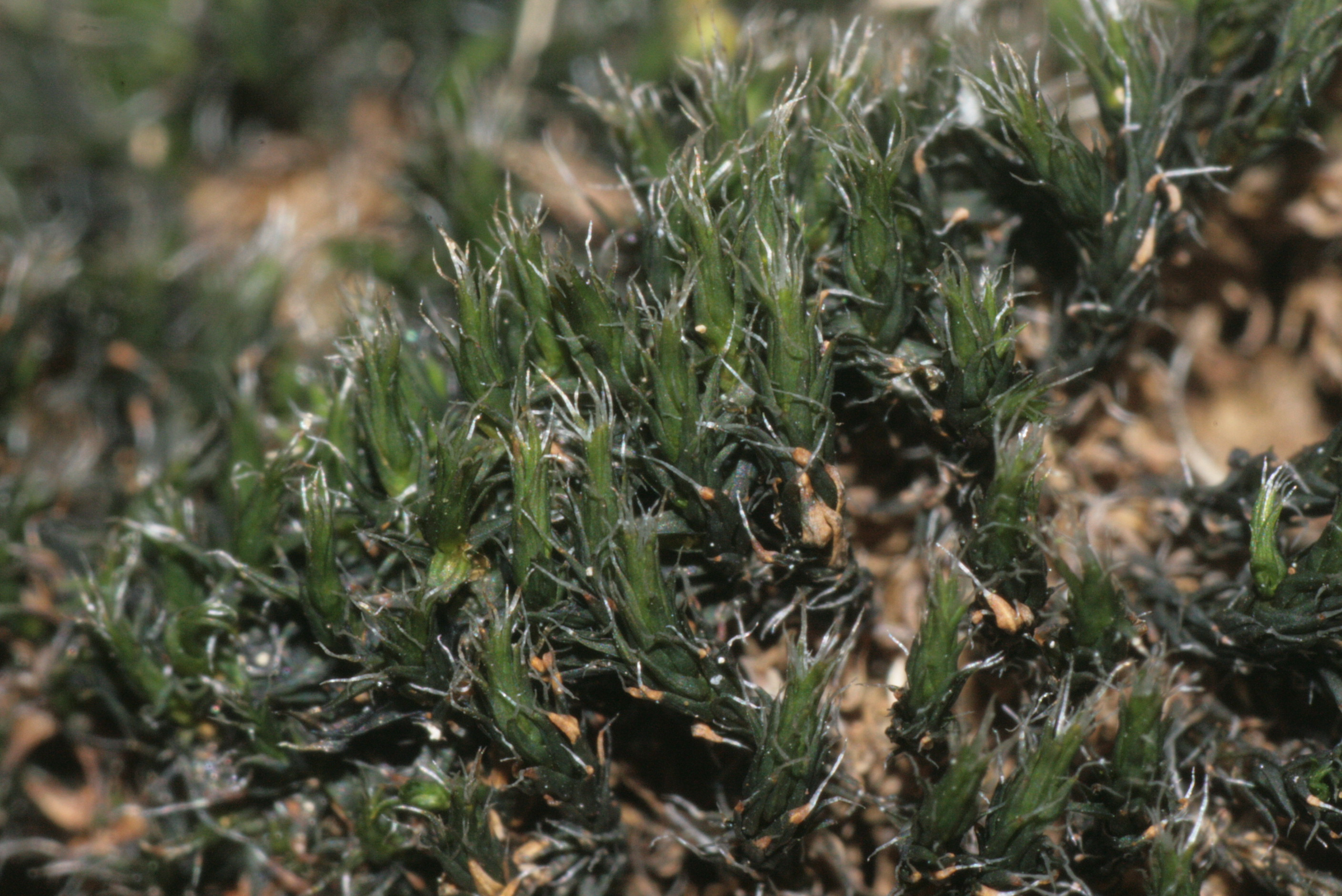
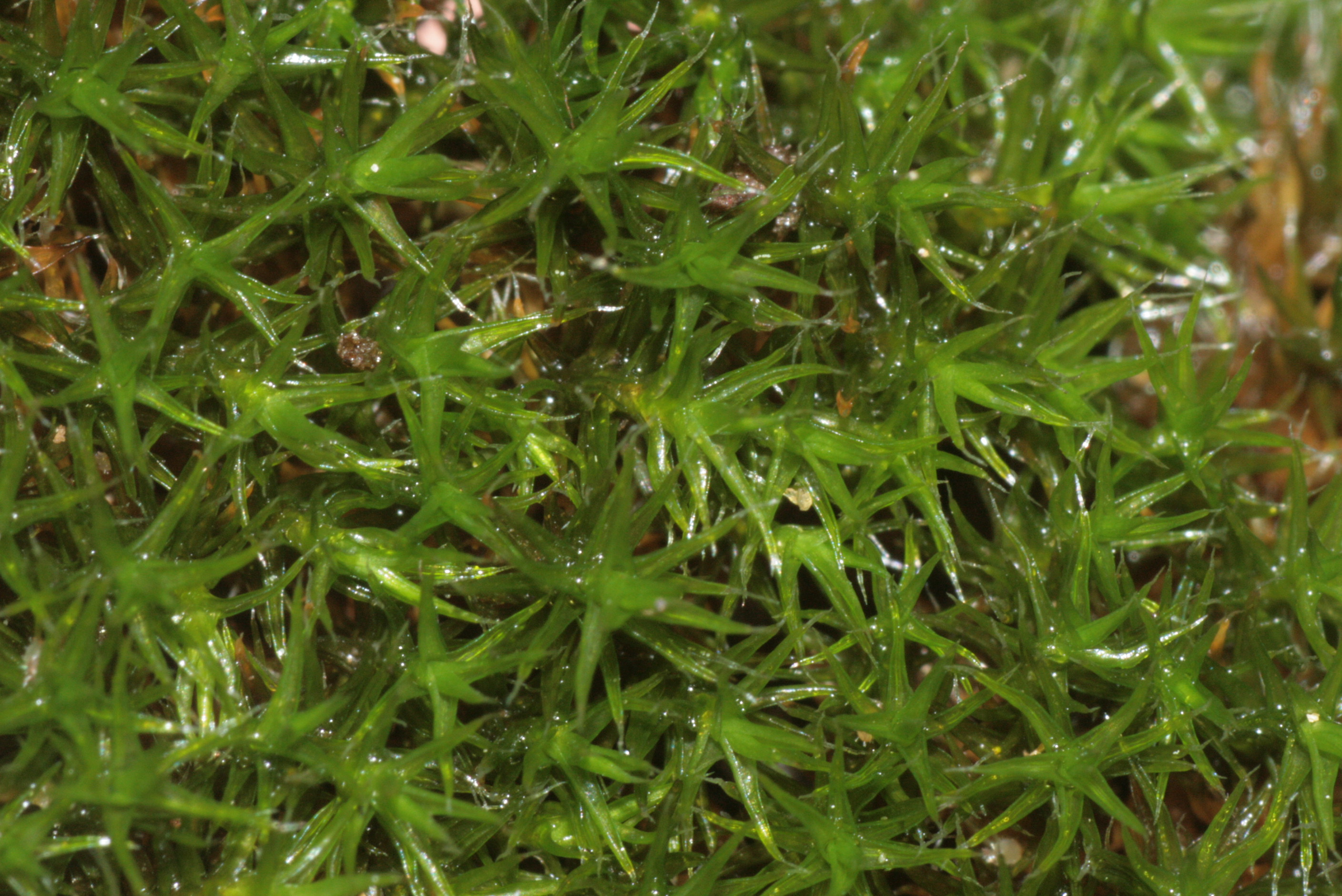
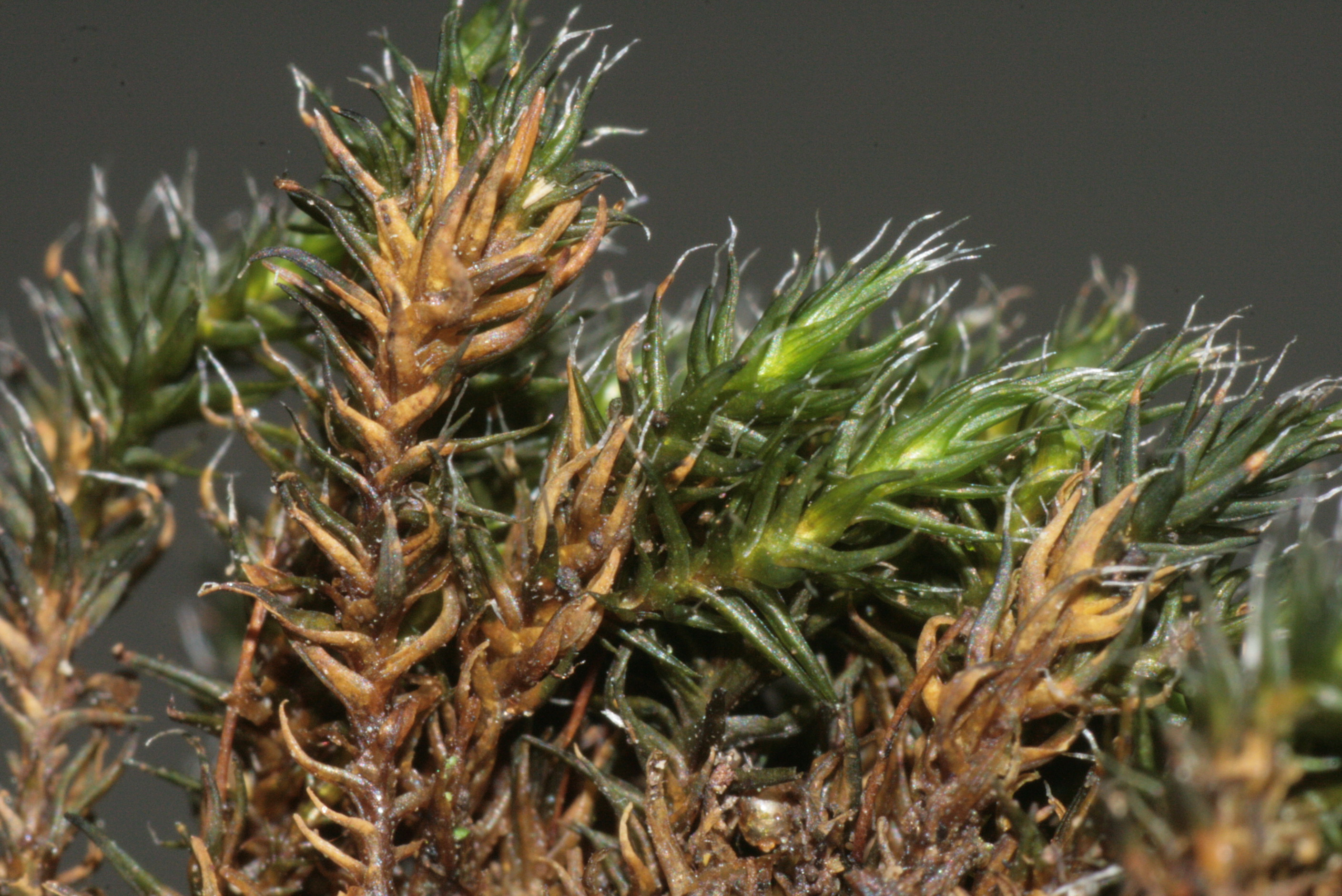
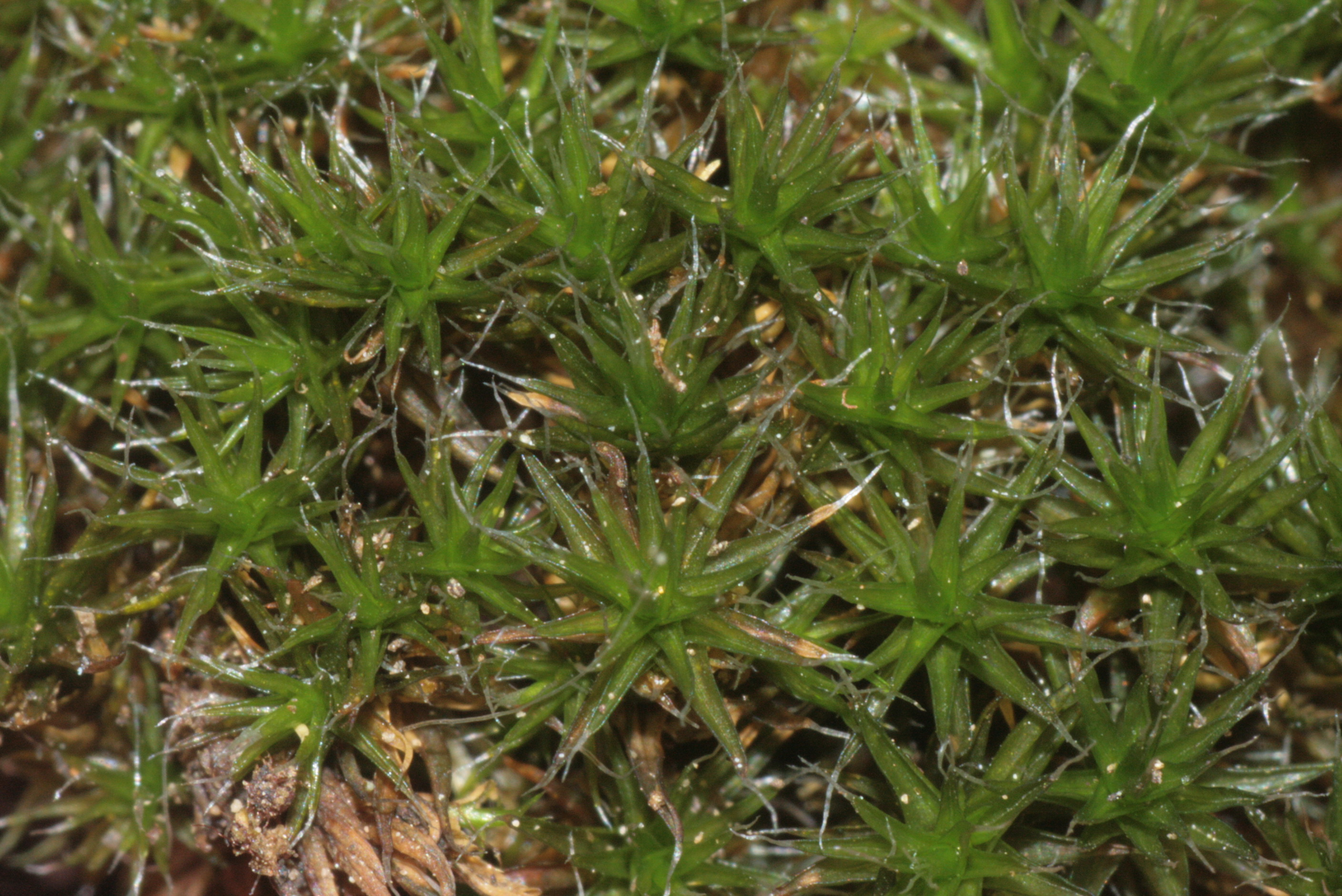
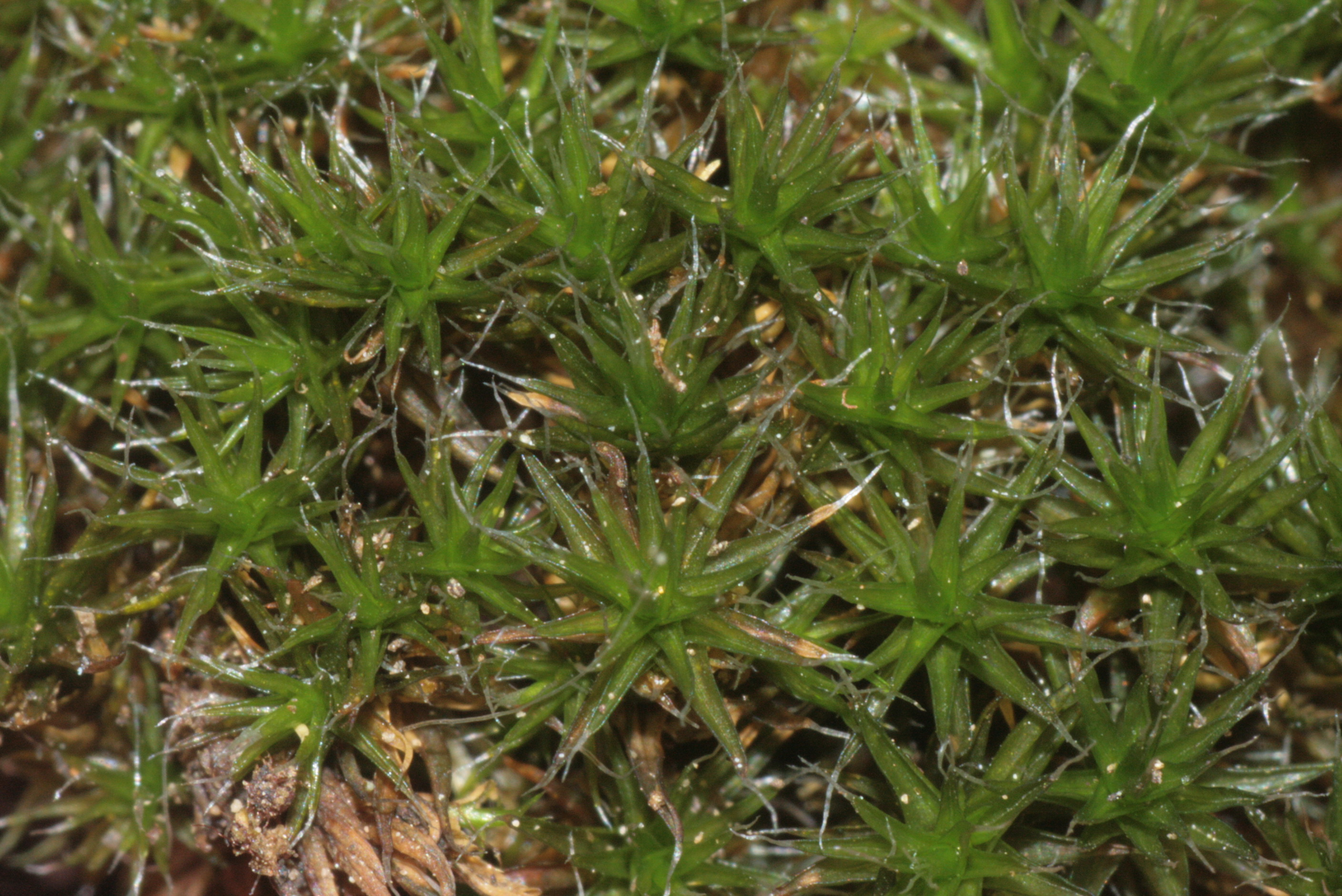